# 運城市
運城市（うんじょう-し）は中華人民共和国山西省西南部に位置する地級市。
古くは河東と呼ばれ、中国文明発祥の地（揺籃地）である中原の核であり、発祥後も首都を支える重要度の高い地域であった。中国最古の王朝夏朝においては、初代君主の禹が住む禹王城が置かれ首都として機能していた。後代、首都機能は運城市に隣接する山岳に囲まれ守りやすく、黄河の氾濫の影響を受けない洛陽市にしばしば置かれた。
黄河と黄河の支流で2番目に大きい汾河の合流地点であり、水利に優れ、黄河文明を育んだ黄土高原の肥沃な土により農業生産力は高い。
市内にある塩湖「解池」では、古くから塩の生産が行われている。唐朝の首都であった長安へ塩を送っていた塩の道には遺跡が点在している。近年は塩湖の汚染のため食用塩の生産は行われず、工業塩の生産が行われている。
こういった土地であることから、思想家の荀子や歴史家の司馬遷、三国時代の蜀漢の武将関羽など、運城市を出身とする著名人は多い。

## 地理
山西省の西南部に位置し、中国王朝の首都となることが多い洛陽市をはじめ、運城市と洛陽市の間にあり三門峡ダムがある三門峡市、臨汾市、晋城市、陝西省渭南市、焦作市に接する。
黄河の氾濫で運ばれてくる肥沃な土に支えられ、小麦の生産が盛んで、小麦を使った麺類、饅頭などを主食とする。綿花は山西省の生産の90％を占めた。また、リンゴ、梨、桃、棗などの果物栽培も盛んである。万栄のリンゴなどの果実は2015年からアメリカへ輸出をしており農民の収入改善を行っている。
川のほかに、周囲は中条山や呂梁山、太岳山などの山地があり、運城市は盆地となっている。中条山は古代重要であった銅の産地となっている。
人口519万4592人(2012年末)、年間降水量525mm、年平均気温13℃。

## 歴史
運城での人類の活動は古く市内の芮城県風陵渡鎮からは180万年前の人類の遺跡が出土している（西侯渡遺跡）。
また華夏文化の揺籃地として、中国神話に登場する五帝の一人舜の都城である蒲阪、禹の安邑、中国最初の王朝といわれる夏の都城も運城地域に設けられていた。春秋時代は晋に属し、前669年には晋の献公により絳（現在の絳県）が都城に定められている。戦国時代に晋が韓・趙・魏に分裂した後は、魏の都城が安邑（夏県禹王城付近）に定められている。
秦の始皇帝による中国統一が為されると河東郡が設置され、それ以来行政改編が幾度となく実施されたが、河東の名称は中華人民共和国成立まで使用された。
- 中原会戦 - 第二次世界大戦で日本軍との戦場であった。
- 運城戦役（中国語版） - 第二次世界大戦後に起きた国共内戦での戦場でもあった。

中華人民共和国成立後は運城専署が設置され、1954年に臨汾専区が合併し晋南専区に改編、更に1970年に再度運城地区が設置されるなどの行政改編を受け、2000年6月に地級市として運城市が誕生し現在に至っている。

## 行政区画
1市轄区・2県級市・10県を管轄する。
- 市轄区：
  - 塩湖区
- 県級市：
  - 河津市・永済市
- 県：
  - 聞喜県・新絳県・平陸県・垣曲県・絳県・稷山県・芮城県・夏県・万栄県・臨猗県

| 運城市の地図                                                                           |
| -------------------------------------------------------------------------------------- |
| 塩湖区 臨猗県 万栄県 聞喜県 稷山県 新絳県 絳県 垣曲県 夏県 平陸県 芮城県 永済市 河津市 |

### 年表
この節の出典

#### 運城専区(1949年-1954年)
- 1949年10月1日 - 中華人民共和国山西省運城専区が成立。安邑県・河津県・稷山県・新絳県・栄河県・万泉県・聞喜県・夏県・平陸県・解県・猗氏県・臨晋県・永済県・虞郷県・芮城県・垣曲県・絳県が発足。(17県)
- 1950年8月12日 - 安邑県の一部が分立し、運城鎮が発足。(17県1鎮)
- 1954年4月9日 - 運城専区が臨汾専区と合併し、晋南専区の発足により消滅。

#### 運城地区(1970年-2000年)
- 1970年3月21日 - 晋南地区河津県・稷山県・新絳県・聞喜県・夏県・平陸県・永済県・芮城県・垣曲県・絳県・運城県・万栄県・臨猗県を編入。運城地区が成立。(13県)
- 1983年7月28日 - 運城県が市制施行し、運城市となる。(1市12県)
- 1994年1月12日 (3市10県)
  - 永済県が市制施行し、永済市となる。
  - 河津県が市制施行し、河津市となる。
- 2000年6月14日 - 運城地区が地級市の運城市に昇格。

#### 運城市
- 2000年6月14日 - 運城地区が地級市の運城市に昇格。(1区2市10県)
  - 運城市が区制施行し、塩湖区となる。

## 交通
空港
- 運城張孝空港(運城関公空港)

鉄道
- 運城駅（同蒲線:大同市-風陵渡）
- 運城北駅 (高速鉄道:西安市-太原市)　西安・運城間は約一時間半、運城・太原間は約二時間で結ばれている。

道路
- 運風高速道路（運城市－風陵渡鎮）
- 大運高速道路（大同市－運城市）
- G108国道
- G209国道（中国語版）

## 高等教育機関
- 国立運城学院(大学)
- 運城師範高等専科学校

## 友好都市
- ランチャーノ（イタリア）1995年9月20日
- アララカラ (ブラジル) 2005年
- 南開区 (中国) 2011-05-27
- マルマンド(フランス) 2011-05-28
- 斯捷帕纳凡 （アルメニア） 2011-11-16